# رودخانه ساکمارا
رودخانه ساکمارا (به انگلیسی: Sakmara River) رودخانه‌ای به‌طول ۷۹۸ کیلومتر است که در باشقیرستان و استان ارنبورگ، روسیه جریان دارد.